# Uilenbergkapel

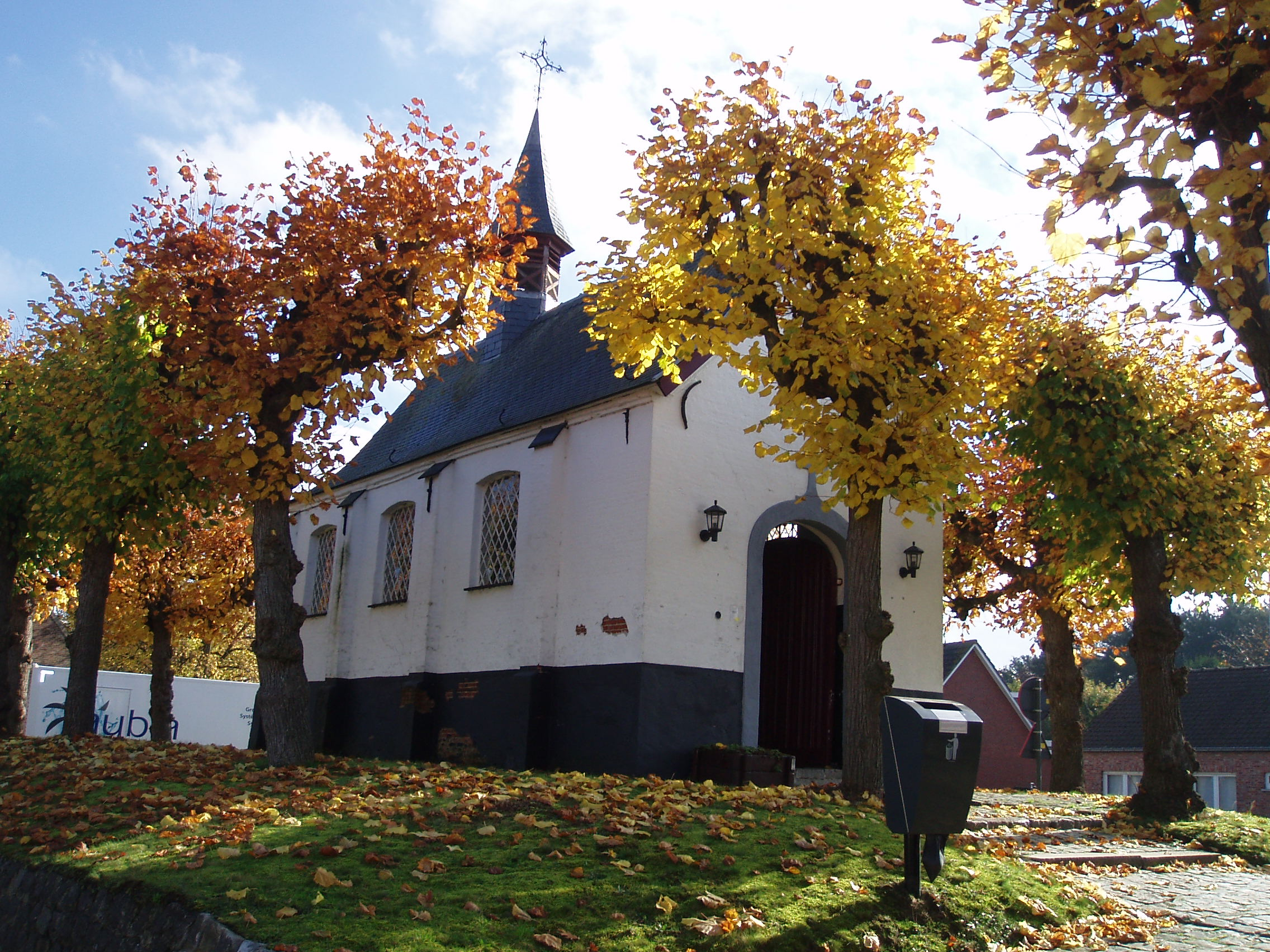
Uilenbergkapel

De Uilenbergkapel (ook: Onze-Lieve-Vrouw van Smartenkapel) is een kapel in de Antwerpse plaats Herenthout, gelegen aan de Uilenberg.

## Geschiedenis
De plaatselijke Mariaverering in Herenthout is al vanaf 1640 bekend. Een epidemie die plaatsvond in 1670 leidde er toe dat er Missen in deze kapel mochten worden opgedragen. Plunderende soldaten en rovers brachten aan de kapel ernstige schade toe, en deze raakte in verval. In 1704 werd een nieuwe kapel ingewijd.

## Gebouw
De kapel, die op een kleine hoogte is gelegen, is een georiënteerd zaalkerkje met driezijdige koorafsluiting. Aan de buitenzijde, tegen het koor, is een 17e-eeuwse piëta aangebracht in een nis welke in classicistische stijl is uitgevoerd.
Het interieur wordt overkluisd door een tongewelf. Het altaar, in gemarmerd hout, bezat een 16e-eeuws altaarstuk voorstellende Onze-Lieve-Vrouw van Smarten en toegeschreven aan Quinten Massijs (I). Dit werd in 1974 gestolen en daarna vervangen door een kopie.
Volgens een legende zou Quinten Massijs hier verbleven hebben in herberg Den Uil op de Uilenberg. Daar werd hij ernstig ziek en bad Onze-Lieve-Vrouw om genezing. Hij genas inderdaad en zou uit dankbaarheid dit schilderij hebben vervaardigd.